# Per (matematica)

Il segno per

Il per (×) è un simbolo matematico adoperato come operatore di moltiplicazione, di prodotto vettoriale o di prodotto cartesiano fra due insiemi.

## Utilizzo

### Moltiplicazione
Il simbolo per nel significato di moltiplicazione, da sistemare tra gli elementi moltiplicati, esiste in diverse forme tipografiche:
- la forma di "×"[1]: simile ad una lettera x minuscola (in realtà una croce greca ruotata di un ottavo di giro), in aritmetica è quella più adoperata, introdotta nel 1631 dal matematico inglese William Oughtred;  ad esempio: {\displaystyle 2\times 3=6;}
- la forma "⋅" (punto): si utilizza soprattutto in algebra, dove il segno × si potrebbe confondere con un'incognita; un'ulteriore semplificazione di questo sistema consiste nel non scrivere alcun simbolo tra gli elementi letterali, che dunque si considerano automaticamente moltiplicati; ciò non è applicabile nel caso di un prodotto tra cifre, perché il loro avvicinamento farebbe leggere un unico numero, diverso da quelli desiderati;  ad esempio: {\displaystyle 2\cdot 3=6} oppure {\displaystyle ab=c.}

Tipograficamente, al posto del "per" è spesso adoperato un asterisco, soprattutto nei testi scritti al computer, qualora non si desideri inserire la lettera "x" al posto del segno matematico o quando tale simbolo non è presente sulla tastiera.
In conclusione si ha che, con riferimento alle indeterminate {\displaystyle a} e {\displaystyle b}, adoperate come fattori di moltiplicazione, le seguenti scritture sono equivalenti:
{\displaystyle a\times b=a\cdot b=ab=a*b.}